# Algol 68
Algol 68 est un langage de programmation universel dérivé du langage Algol 60, principalement conçu par des Européens.

## Principe
Au-delà d'Algol 60, l'objectif des concepteurs d'Algol 68 était d'offrir un langage de programmation universel, résolument innovant, dérivant sa puissance d'une conception orthogonale.
En Algol 68 :
- le programmeur peut définir de nouveaux types de données, de nouveaux opérateurs, peut surcharger et étendre des opérateurs prédéfinis ; il peut ainsi adapter le langage à un domaine spécifique d'application ;
- des processus peuvent s'exécuter en parallèle, et se synchroniser à l'aide de sémaphores ;
- les entrées/sorties exploitent des volumes organisés en livres, pages et lignes.

Niklaus Wirth qui faisait à l'origine partie du groupe de travail a refusé l'innovation extrême d'Algol 68 et a fait sécession pour proposer Algol W qui deviendra par la suite Pascal.

### Syntaxe
La syntaxe a été définie à l'aide d'une grammaire indépendante du contexte, à deux niveaux, qui porte le nom de son concepteur Adriaan van Wijngaarden. Le Rapport Révisé (1973) a montré que la grammaire d'Algol 68, proposée par van Wijngaarden, caractérise tout programme Algol 68 valide. En effet, elle formalise aussi les contraintes contextuelles et/ou sémantiques du langage, décrites antérieurement en langue naturelle de façon plus ou moins ambiguë.

## Réification
L'analyse syntaxique d'Algol 68 a été implantée dans les premiers compilateurs par du code ad hoc ajouté à un analyseur lexical traditionnel. 
Algol 68R est le premier dialecte ALGOL 68 à avoir disposé d'un compilateur, réalisé en 1970 au Royal Radar and Signal Establishment de Malvern (UK).